# آب‌انبار محله بالا بفروئیه
آب‌انبار محله بالا بفروئیه مربوط به دوره قاجار است و در شهرستان میبد، بخش مرکزی، دهستان بفروئیه، روستای بفروئیه، محله بالا، چهار راه گلزار، کوچه مدرسه شهید رحیمی، کوچه نماز واقع شده و این اثر در تاریخ ۲۶ اسفند ۱۳۸۶ با شمارهٔ ثبت ۲۲۱۳۳ به‌عنوان یکی از آثار ملی ایران به ثبت رسیده است.